# Пузовичи (Браславский район)
Пузовичи (бел. Пу́завічы) — деревня в Браславском районе Витебской области Беларуси. Входит в состав Опсовского сельсовета.

## География
Ближайшие населённые пункты Адымянишки, Едловичи, Погоща и др.

## История
С 1892 года деревня Пузевичи в Опсовской волости Новоалександровского уезда Ковенской губернии.
В 1921—1939 годах деревня в составе Браславского повета Виленского воеводства Польской Республики.

## Население

### Численность
- 2009 год — 15 жителей

### Динамика
- 1921 год — 147 жителей, 30 дворов[3]
- 1938 год — 126 жителей, 27 дворов[4]
- 1999 год — 19 жителей (перепись населения)
- 2009 год — 15 жителей (перепись населения)[2]